# Strada statale 756 Sannazzaro-Torre Beretti
La strada statale 756 Sannazzaro-Torre Beretti (SS 756) è una strada statale italiana il cui percorso si sviluppa in Lombardia. Si tratta di un'importante arteria di collegamento in Lomellina, nella Provincia di Pavia, che unisce Sannazzaro de' Burgondi con la parte occidentale della provincia fino ad arrivare ai pressi del confine col Piemonte.

## Percorso
La strada ha origine alle porte del centro abitato di Sannazzaro de' Burgondi dall'innesto con la strada statale 755 Gerolese. Costeggiando in variante il centro abitato, prosegue in direzione nord-ovest fino a raggiungere Ferrera Erbognone e a innestarsi sulla strada statale 211 della Lomellina poco prima di Lomello.
Dopo un tratto in comune con questa arteria, che vede il passaggio nell'abitato stesso, se ne distacca nuovamente proseguendo in direzione sud-ovest verso Mede, la quale viene evitata in variante.
La strada si inoltra poi nel territorio comunale di Torre Beretti e Castellaro, della quale prima tocca il centro abitato di Castellaro de' Giorgi e poi quello di Torre Beretti, dove si innesta sulla strada statale 494 Vigevanese.

## Storia
La strada era tradizionalmente classificata come strada provinciale 193 bis Pavia-Alessandria (SP 193); è stata poi oggetto della seconda tranche del cosiddetto piano Rientro strade, per cui la competenza è passata all'ANAS il 3 maggio 2021.
La strada ha ottenuto la classificazione attuale nel corso del settembre 2021 con i seguenti capisaldi di itinerario: "Innesto S.S. n. 755 a Sannazzaro de' Burgondi - Innesto S.S. n. 211 al km. 40.850 in località Cascina Boragno (Lomello)" e "Innesto S.S. n. 211 al km. 39.850 (centro abitato di Lomello) - Innesto S.S. n. 494 (centro abitato di Torre Beretti e Castellaro)".